# 文成文明皇后
文成文明皇后（ぶんせいぶんめいこうごう）は、北魏の文成帝の皇后。馮太后（ふうたいごう）と称されることが多い。

## 生涯
父は秦州・雍州刺史馮朗。母は王氏。父の家系は五胡十六国時代から南北朝時代初期にかけて遼東を支配した北燕の皇族であるが、この北燕は北魏により滅ぼされ、馮朗は北魏に降って重用されていた。しかし馮朗は罪を問われて誅殺され、身寄りをなくし幼かった馮太后は、北魏の太武帝の左昭儀（後宮における称号で皇后に次ぐ地位）だった叔母の馮氏に従って後宮入りした。14歳の時、太武帝の孫で第5代皇帝である文成帝の貴人となった。後に皇后となるが、文成帝は和平6年（465年）に若くして崩御し、彼女は悲しみのあまりに文成帝の遺体を火葬する際に火中に身投げしたが救出されて一命を取り止めた。
文成帝の跡を継いだ息子の献文帝の代には、義母として皇太后として補佐にあたった。しかし献文帝が成長するにつれて対立が生じ、皇太后は献文帝を脅迫して皇興5年（471年）には息子の拓跋宏（孝文帝）に譲位させた。しかし献文帝も報復として太皇太后が寵愛していた家臣李奕を殺害したため、延興6年（476年）に献文帝を毒殺し、北魏の政権を完全に掌握した。
太皇太后は抜群の政治手腕を見せた。太和8年（484年）、同姓不婚・俸禄制・均田制・三長制・租調制など様々な政治改革を行ない、北魏の全盛期をもたらした。一方で丞相乙渾など政敵に対しても容赦なく処分し、謀反の目を事前に摘み取る切れ味も持っていた。
晩年の太皇太后は寵愛する家臣だけを側に侍らせ、斉の使者が美男子だったことを知ると自らの宮殿に閉じ込めて帰還を許さなかったなどの行状も伝えられている。太和14年（490年）9月に死去。享年49。

## 人物
文成文明皇后は事実上の北魏の女帝として抜群の政治力を見せている。彼女の施策は孝文帝により受け継がれ、北魏は全盛期を迎えることになった。
異常に権勢欲の強い女性であったと列伝に記録されている。

## 文成文明皇后と孝文帝

### 母子説
文成文明皇后と孝文帝は系図の上では血の繋がりは無いとされている。ただしこの両者は母子だったのではないか、とする説がある。
- 孝文帝が生まれた皇興元年（467年）、父親とされる献文帝は満年齢で13歳で、当時とはいえ子を成すには早すぎるという点[2]。
- 太皇太后の死後、孝文帝が義理の祖母のために重臣の反対を押し切って、中国で本来は自らの父母に対して服する喪である「3年の喪」に服した点（ちなみに孝文帝の生母とされる思皇后李氏は太皇太后により殺害されている）[2][1]。
- 孝文帝が太皇太后の死去まで自分の産むところを知らなかったとある点[注釈 1][1]。
- 孝文帝が太皇太后の一族を厚遇する一方で、自らの生母とされる思皇后と李氏の一族を冷遇した点[注釈 2][1]。
- 権力欲が異常に強かったとされる太皇太后であるが、皇興元年に孝文帝が生まれると同時に、何故か彼の育児に専念して政務を一時的に離れている点[1]。
- 当時の史書が太皇太后と孝文帝の関係を「母子」と表現している点[1]。

### 父親は誰か
孝文帝の父親は献文帝とする説が根強い。これは当時、皇太后の勢力が伸長してその圧力があったとしても、北魏を支える鮮卑の重臣が皇位継承の正統性のない、あるいは疑わしい太子への譲位を認めるはずがないからである。献文帝が太皇太后の圧力により譲位を余儀なくされた際、献文帝はせめてもの抵抗として叔父の京兆王拓跋子推に譲位しようとしたが、鮮卑重臣の多くが「父が子に位を伝えるのは古来からの定めであり、北魏においてもしかり。皇太子は正統にして聖徳はつとに明らかである」と反対し、孝文帝への譲位を求めている。太皇太后の没後から6年後の太和20年（496年）に孝文帝の漢化政策に反対する鮮卑重臣が反乱を起こし、その際に反乱軍は孝文帝の皇太子の元恂を旗印にしているが、孝文帝の政治路線に反対する派閥がそもそも正統でない孝文帝の長男を擁立している点なども考慮されている。ちなみに太皇太后の夫であった文成帝の可能性は全くない。何故なら文成帝は和平6年（465年）5月に崩御しているからであり、皇興元年（467年）8月に生まれた孝文帝の父親としては説明がつかない。
献文帝は皇興元年の段階で満で13歳、皇太后は26歳であった。ただ、北魏の皇帝は多くが若年で子を成しており、献文帝は父親が15歳の時、文成帝は13歳の時に子を成しているので別段不思議でもない。これはすなわち胡族の間にある、父親の生前の夫人がその跡を継いだ子の妻となるという風習（生母は除かれる）、つまりレビラト婚の風習だったのではないかとされている。
ただ一方で、献文帝は太皇太后により毒殺されているのに、孝文帝が何故生前ならともかく、没後も太皇太后やその派閥や徒党を処分しなかったのかとする疑問もある。これに関しては、漢化政策を推進する孝文帝が人一倍孝養の念に厚かったため、とされている。

## 文成文明皇后を題材にした作品
テレビドラマ
- 『北魏馮太后』（2006年、中国、演：ウ－・チェンリェン）
- 『王女未央-BIOU-』(2016年、中国、演:ティファニー・タン)